# カチャ飛行場
カチャ飛行場（カチャひこうじょう、ウクライナ語: Авіабази Кача、ロシア語: военный аэродром Кача）は、クリミア半島のクリミア共和国セヴァストポリに位置する、ロシア海軍の基地である。Be-12飛行艇およびAn-26輸送機を運用する第318独立混成航空連隊などが所在している。

## 所在部隊
- 黒海艦隊隷下
  - 第318独立混成航空連隊 - Be-12、An-26
  - 第25独立対潜ヘリコプター連隊 - ka-27、Ka-29、Ka-31R、Mi-8[1]